# マキノ林道
マキノ林道（マキノりんどう）は、滋賀県高島市に終始する林道である。

## 路線概要
- 起点：滋賀県高島市マキノ町白谷
- 終点：同上

起点は滋賀県高島市と福井県敦賀市を隔てている黒河峠である。道路はここで終わりではなく敦賀市側に黒河林道と名を変えて続いている。三国山、乗鞍岳、赤坂山の深い谷にへばりつく様なルートを取っており、これらの山への登山客が多く利用している。古くからの街道筋である塩津街道（現国道8号）、西近江路（現国道161号）と並行する歴史ある道である。

## 道路状況
終点附近の一部区間を除きほぼ全線がダートとなっている。峠までの道程は黒河林道と比較してこちらの方が短いこともあり、麓の県道に車を止めて、この林道を徒歩で登る人の姿も多く見られる。峠附近にはトイレが設置されており、また駐車場も用意されているので、登山客が良く利用する林道となっている。

## 通過する峠
- 黒河峠

## 接続路線
- 滋賀県道533号白谷野口線
- 黒河林道